# Blush Music (original score)
Pour les articles homonymes, voir Blush Music et Blush.
Albums de Woven Hand
Blush Music
(2003) Consider the Birds
(2004)
Blush Music (original score) est un réarrangement sorti en juin 2003 de l'album Blush Music de Woven Hand publié quelques mois plus tôt sur le label Glitterhouse Records. Il correspond en fait à une adaptation pour le spectacle Blush de danse contemporaine de Wim Vandekeybus..

## Liste des titres de l'album
| No | Titre                             | Durée |
| -- | --------------------------------- | ----- |
| 1. | Cripplegate (Standing on Glass)   |       |
| 2. | Animalitos (Ain't No Sunshine)    |       |
| 3. | White Bird                        |       |
| 4. | My Russia (Standing on the Hands) |       |
| 5. | The Way                           |       |
| 6. | Aeolian Harp (Underworld)         |       |
| 7. | Your Russia (Dance Without Arms)  |       |
| 8. | Another White Bird                |       |
| 9. | Story and Pictures                |       |